# 이영미 (작가)
이영미(1975년 9월 27일 ~ )는 대한민국의 여성 작가 겸 대학 교수이다.

## 저서

### 만화 소설
- 《떠 있는 섬의 비밀》(2006년)
- 《돌연변이와 휴먼 에너지》(2006년)
- 《6개의 나노 메달》(2006년)
- 《최첨단 유로시티》(2006년)
- 《달의 사람을 찾아서》(2007년)
- 《유로의 마지막 임무》(2007년)
- 《만원으로 시장보기》(2008년)

### 학습 만화
- 《이영미의 과학 만화》(2007년)

### 수필
- 《란제리 스타일북》(2009년)

## 주요 경력

### 학력
- 한국방송통신대학교 가정학과 학사
- 경희대학교 대학원 신문만화학과 예술학 석사
- 세종대학교 대학원 문화콘텐츠학과 예술학 박사

### 주요 이력
- 숭실대 문예창작학과 겸임교수
- 전주기전대 콜마케팅학과 전임교수
- 홍익대학교 예술학과 전임강사

## 수상 경력
- 2011년 오예스 스토리 텔링 공모전 장려상
- 2014년 에스콰이어 문학상 대상